# Orbital reef
Orbital Reef är en föreslagen rymdstation i låg omloppsbana som utvecklas av Blue Origin och Sierra Space. Den ska kunna ta emot kommersiella rymdfarare och rymdturister. Blue origin har beskrivit stationen som en företagspark i rymden. De första modulerna till rymdstationen planeras att skjutas upp 2027. Stationen är planerad att bli en del i ett ekosystem av rymdstationer som ska ersätta Internationella rymdstationen (ISS).

## Historik
2021 tillkännagav NASA att de skulle finansiera tre koncept för privata rymdstationer. En av dessa tre koncept var Orbital Reef för vilken Blue Origin tilldelades 130 miljoner dollar för utveckling av konceptet och framtagning av testhårdvara. I januari 2024 meddelade NASA att de utökat milstolparna kopplat till programmet för kommersiella rymdstationer och att konceptet Orbital Reef, vid demonstration av vissa milstolpar för rymdstationer, skulle få ytterligare 42 miljoner dollar. 
Sierra Space bidrag till rymdstationen är uppblåsbara moduler. Varje modul kommer i första skedet att ha en volym om 300 m3. 22 januari meddelade företaget att man testat en modul till bristningsgränsen. Enligt NASA:s riktlinjer ska en uppblåsbar modul klara ett tryck om 419,2 kPa. Modulen hade klarat 530,8 kPa, vilket är 27 % över gränsvärdet.